# Synema imitator
Synema imitator es una especie de araña cangrejo del género Synema, familia Thomisidae, orden Araneae.

## Distribución
Esta especie se encuentra en África: Etiopía y Sudáfrica y África Oriental.

## Taxonomía
Fue descrita por Pavesi en 1883.
Tratamiento taxonómico
La especie aparece registrada y publicada en Spedizione italiana nell’Africa equatoriale. Risultati zoologici. Aracnidi del regno di Scioa. Annali del Museo Civico di Storia Naturale di Genova 20: 5–105.